# Peter Wessels
Peter Wessels (Zwolle, 7 maggio 1978) è un ex tennista olandese.

## Carriera
In carriera ha vinto un titolo in singolare. Nei tornei del Grande Slam ha ottenuto il suo miglior risultato raggiungendo il terzo turno nel singolare agli US Open nel 1999.
In Coppa Davis ha disputato un totale di 9 partite, ottenendo 4 vittorie e 5 sconfitte.

## Statistiche

### Singolare

#### Vittorie (1)
| Numero | Anno           | Torneo                                     | Superficie | Avversario in finale | Punteggio |
| 1.     | 16 luglio 2000 | Hall of Fame Tennis Championships, Newport | Erba       | Jens Knippschild     | 7–6, 6–3  |

### Singolare

#### Finali perse (1)
| Numero | Anno           | Torneo                        | Superficie | Avversario in finale | Punteggio     |
| 1.     | 25 giugno 2007 | Ordina Open, 's-Hertogenbosch | Erba       | Ivan Ljubičić        | 6-7, 6-4, 6-7 |